# Onosma bisotunensis
Onosma bisotunensis är en strävbladig växtart som beskrevs av Farideh Attar och Hamzehee. Onosma bisotunensis ingår i släktet Onosma och familjen strävbladiga växter. Inga underarter finns listade i Catalogue of Life.